# Мізунька
Мізу́нька (Мизу́нка) — річка в Українських Карпатах, у межах Долинського району Івано-Франківської області. Ліва притока Свічі (басейн Дністра). 

## Опис

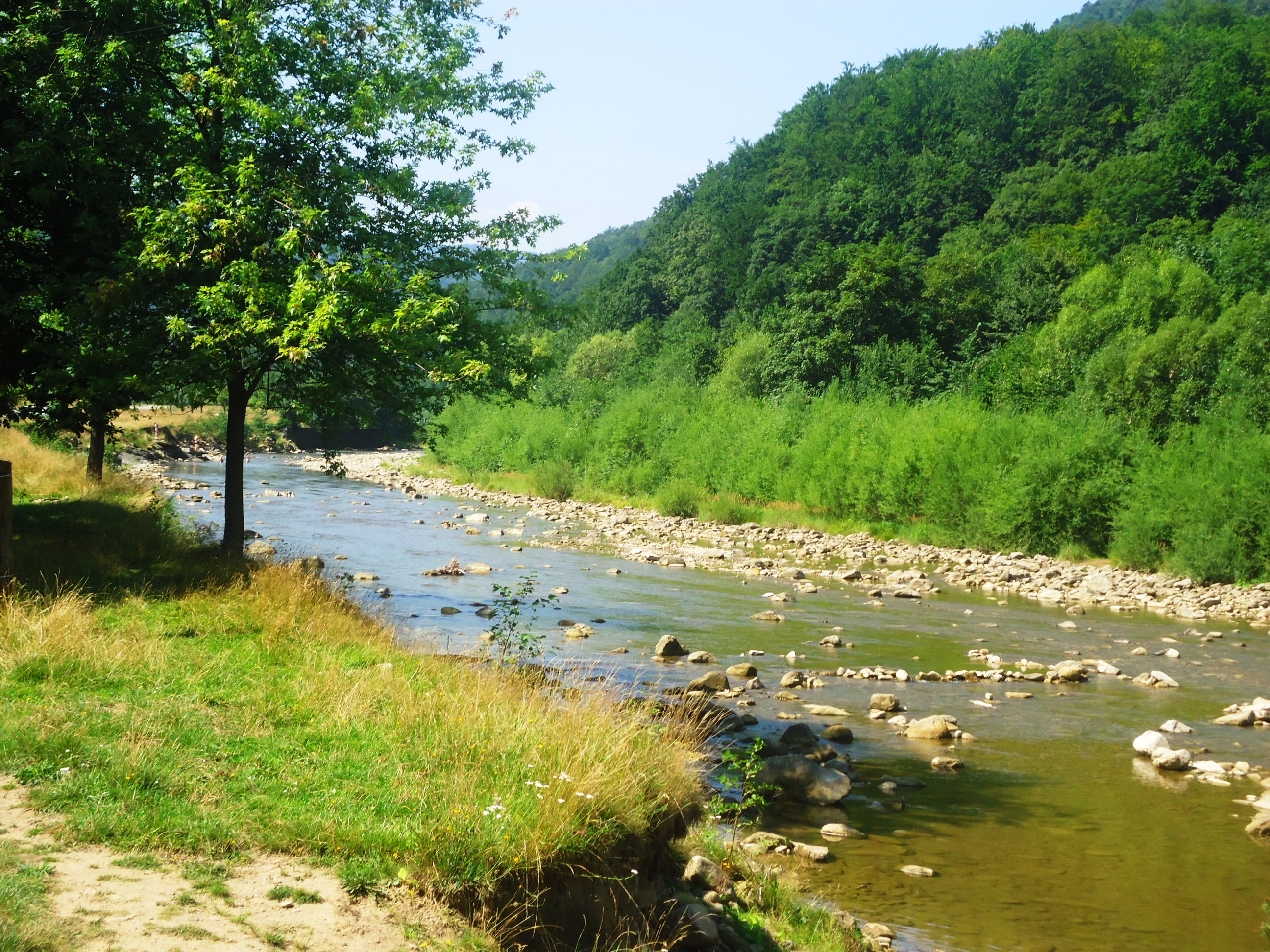
Річка Мізунька влітку

Довжина 51 км, площа басейну 344 км². Долина V-подібна, завширшки до 1 км. Заплава двостороння, завширшки до 100 м. Річище слабозвивисте, розгалужене, багато порогів і перекатів. Похил річки 11,1 м/км. Живлення снігове і дощове. Має паводковий режим. Замерзає наприкінці грудня — на початку січня, скресає до середини березня. Льодостав нестійкий. Воду використовують для с/г потреб. 
Колись на річці були греблі та невелика ГЕС.

## Розташування
Бере початок з джерел у масиві Ґорґани (Українські Карпати), на південний схід від села Вишкова (на північний схід від гори Маґури, що неподалік від Торунського перевалу). Тече спершу на північний захід, далі — на північ, північний схід, схід і знову на північний схід. Впадає до Свічі при західній околиці смт Вигоди. 

## Притоки
Ліві: Бескидовець, Жабинець, Обнога, Соболь, Глибокий, Крайня, Сідиновець. 
- Бистрий - потік у Вигодській селищній громаді. Бере  початок на південному сході від села Липи на схилі гори Яворинка (1134 м.). Тече переважно на південний схід і впадає у річку Мизунку, ліву притоку Свічі.[1]

Праві: Яловий, Сапотей, Пінка, Дядич, Ростока (праві)
- Соколів - потік у Вигодській селищній громаді. Бере  початок на північному заході від села Мислівки та на північно-західних схилах від гори Хом (1344,0 м). Тече переважно на північний захід і впадає у річку Мизунку.[2]

## Заповідна справа
Ріка включена з 1993 р. до ландшафтного заказника місцевого значення «Ріка Свіча з притокою Мізунькою».

## Цікаві факти
- Мізунька вважається межею між Сколівськими Бескидами та Ґорґанами.
- Долиною річки проходить вузькоколійна залізниця, на якій функціонує «Карпатський трамвай».
- У селі Новий Мізунь на березі річки є джерело мінеральної води — мізунське джерело.
- На річці розташований Мізунський водоспад.

## Фотографії

Міст через річку
Пороги на річці
Пороги на річці